# NPM2
NPM2 (англ. Nucleophosmin/nucleoplasmin 2) – білок, який кодується однойменним геном, розташованим у людей на 8-й хромосомі. Довжина поліпептидного ланцюга білка становить 214 амінокислот, а молекулярна маса — 24 152.
| 10         |  | 20         |  | 30         |  | 40         |  | 50         |
| ---------- |  | ---------- |  | ---------- |  | ---------- |  | ---------- |
| MNLSSASSTE |  | EKAVTTVLWG |  | CELSQERRTW |  | TFRPQLEGKQ |  | SCRLLLHTIC |
| LGEKAKEEMH |  | RVEILPPANQ |  | EDKKMQPVTI |  | ASLQASVLPM |  | VSMVGVQLSP |
| PVTFQLRAGS |  | GPVFLSGQER |  | YEASDLTWEE |  | EEEEEGEEEE |  | EEEEDDEDED |
| ADISLEEQSP |  | VKQVKRLVPQ |  | KQASVAKKKK |  | LEKEEEEIRA |  | SVRDKSPVKK |
| AKATARAKKP |  | GFKK       |  |            |  |            |  |            |

A: Аланін

C: Цистеїн

D: Аспарагінова кислота

E: Глутамінова кислота

F: Фенілаланін

G: Гліцин

H: Гістидин

I: Ізолейцин

K: Лізин

L: Лейцин

M: Метіонін

N: Аспарагін

P: Пролін

Q: Глутамін

R: Аргінін

S: Серин

T: Треонін

V: Валін

W: Триптофан

Кодований геном білок за функціями належить до шаперонів, регуляторів хроматину, білків розвитку. 
Задіяний у таких біологічних процесах, як запліднення, альтернативний сплайсинг. 
Локалізований у ядрі.